# Pedro Rellins
Pedro Rellins (también escrito Rellens, Reling, Relingh y Sterling), (h. 1676-1728) fue un escultor y retablista, nacido en una ciudad de la actual Holanda. Desarrolló su actividad en Sanlúcar de Barrameda (Cádiz), ciudad a la que se trasladó siendo aun siendo niño. 
Se le supone nacido en 1667 en Venray (Holanda),  se casó   en Sanlúcar en 1696 , donde vivió y 
murió en 1728.
Algunas de sus obras son:
- Retablo mayor de la Iglesia de San Jorge de Sanlúcar de Barrameda.
- Retablo mayor de la Iglesia de las Carmelitas Descalzas de Sanlúcar de Barrameda.
- Nuestro Padre Jesús del Consuelo , Iglesia Parroquial de Nuestra Señora del Carmen (Sanlúcar de Barrameda), (Sanlúcar de Barrameda).
- NTra. Sra. del Carmen (1725),  Iglesia Parroquial de Nuestra Señora del Carmen (Sanlúcar de Barrameda)
- Ecce-Homo de la Iglesia Mayor Parroquial de Ntra. Sra. de la O de Sanlúcar de Barrameda.
- Nuestro Padre Jesús de los Afligidos y Ntra. Sra. de los Desconsuelos. Hermandad de los Afligidos. Parroquial de San Lorenzo de Cádiz (1726).

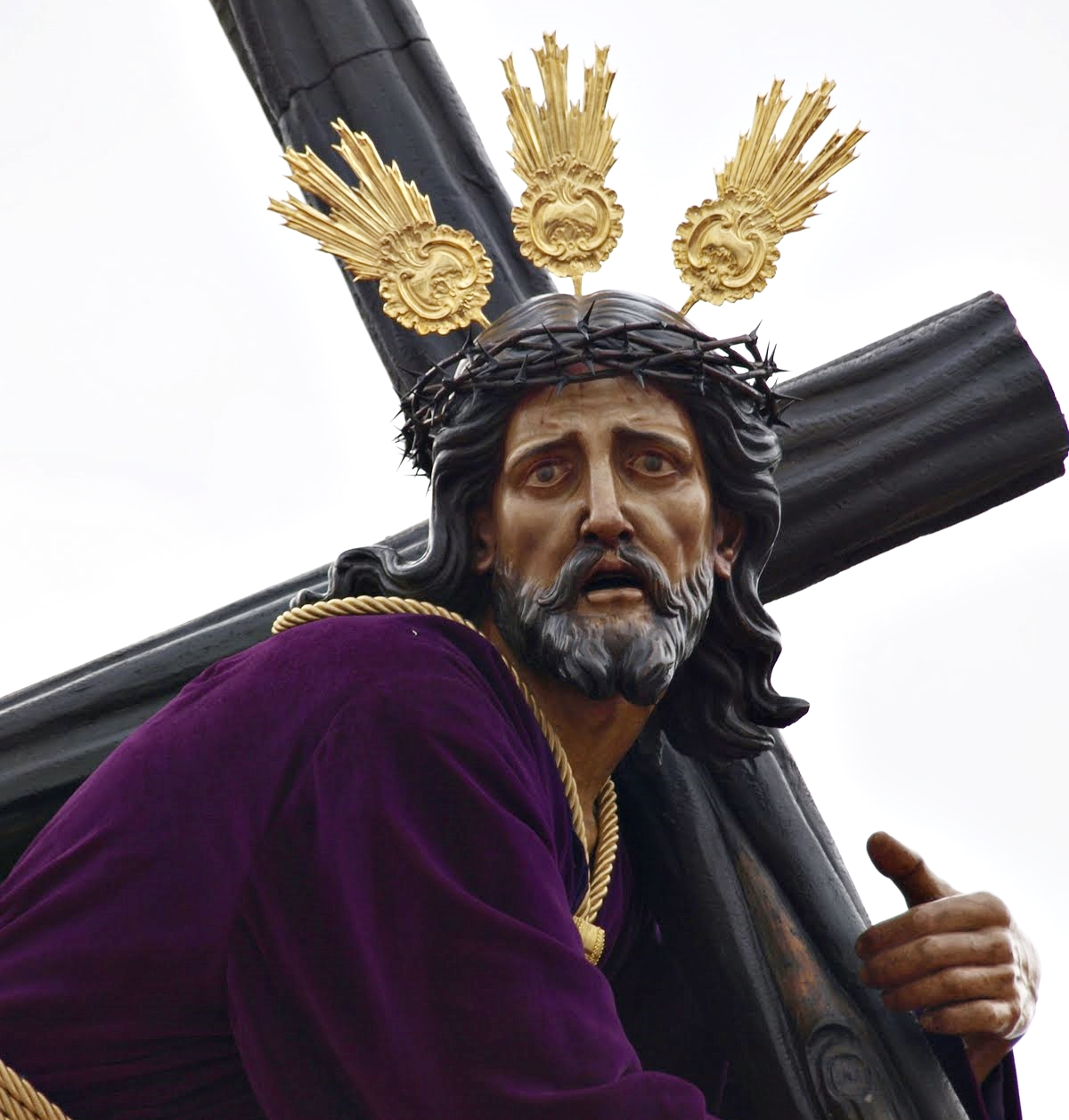
Nuestro Padre Jesús del Consuelo